# اللغة الآدمية

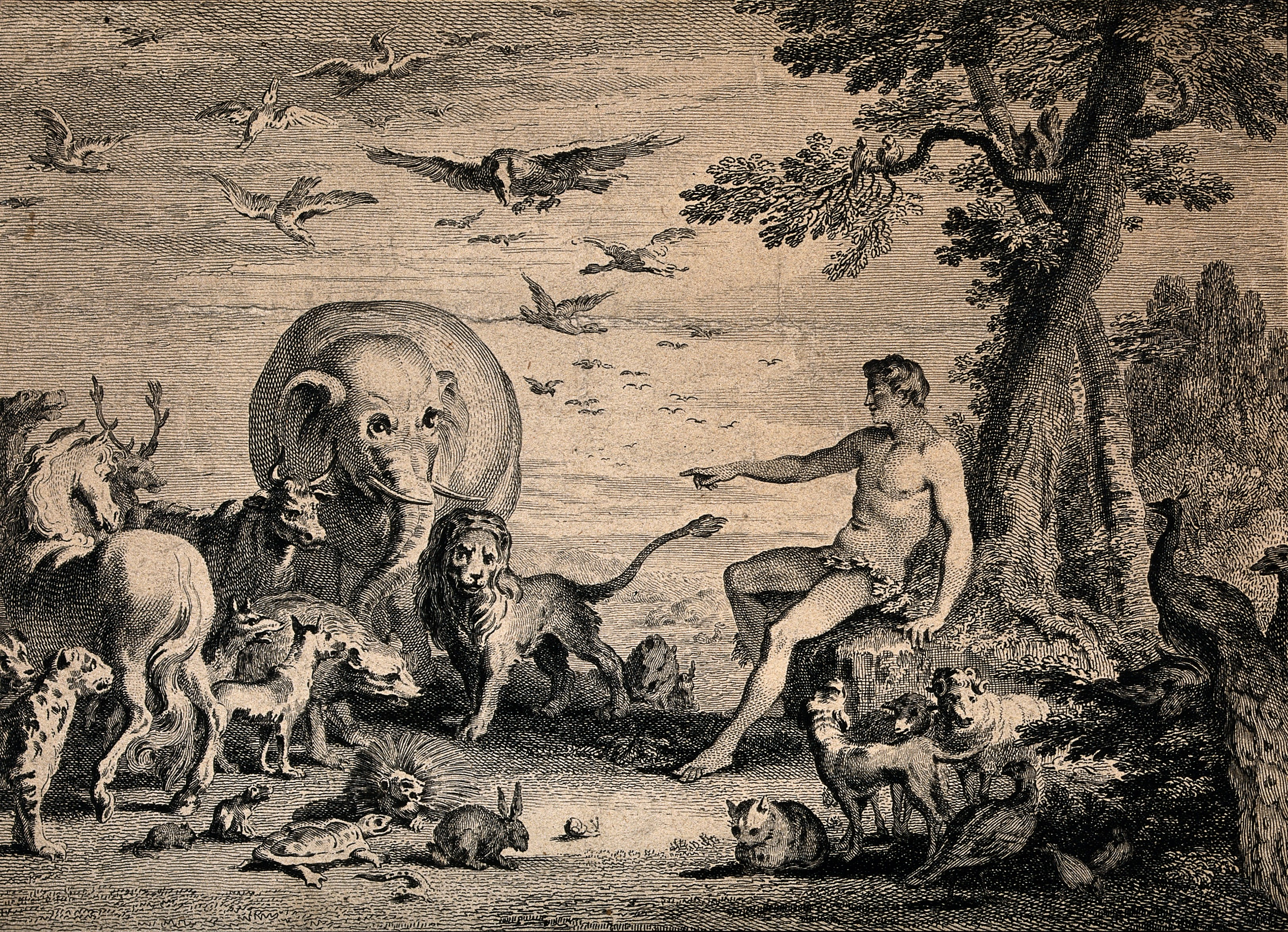
قام آدم بتسمية الحيوانات كما هو موضح في سفر التكوين حسب اليهودية والمسيحية وفي بعض التفسيرات، يستخدم "اللغة الآدمية" للإشارة إليها.

اللغة الآدمية، أو لُغة آدم، هي وفقًا للتقاليد اليهودية (كما هو مسجل في المدراشيم) وبعض المسيحيين، هي اللغة التي كان يتحدث بها آدم (وغالبًا حواء) في جنة عدن. يتم تفسيرها بشكل مختلف على أنها اللغة التي استخدمها الخالق لمخاطبة آدم (اللغة الإلهية)، أو اللغة التي اخترعها آدم والتي أطلق بها على كل الأشياء (بما في ذلك حواء)، كما في قصة الخلق الثانية في سفر التكوين.
في العصور الوسطى، ادَّعى العديد من الباحثين اليهود أن آدم كان يتحدث العبرية، وهي وجهة نظر تناولها أيضًا الشاعر الإيطالي الراحل في العصور الوسطى دانتي أليغييري بطرق مختلفة. إلا أنه وفي أوائل الفترة الحديثة، واصل بعض المؤلفين مناقشة إمكانية وجود لغة آدمية، بينما استمر البعض في التمسك بفكرة أنها عبرية، إلا أن آخرون مثل جون لوك كان أكثر تشككًا. في الآونة الأخيرة، أعربت مجموعة متنوعة من المؤلفين المورمون عن آراء مختلفة حول طبيعة اللغة الآدمية.
ووفقاً للتقاليد الإثيوبية والإريترية، فإن اللغة الجعزية السامية القديمة هي لغة آدم، اللغة الأولى والأصلية.

## في الإسلام
جاء في الإسلام رواية مُشابهة حول تمكُّن آدم من الحديث بلُغة وأسماء كثيرة جدًا:
وقد اختلف العُلماء والفُقهاء في مسألة لُغة آدم، وفي ذلك ثلاثة آراء:
1. أن آدم يعلم جميع اللُّغات ومُسميات الأشياء كما يُبين موقع إسلام ويب السُّني الشَّهير أن جمهور الأصوليين يُرجحون بأن آدم قد عُلِّم أصول اللُّغات كُلها ومنها العربيَّة، ولكن المسألة تبقى نظريَّة.[3]
2. أنها اللُّغة السريانيَّة، وذلك حسب حديثٍ أخرجه ابن حبَّان في صحيحه عن أبو ذر الغفاري فيما رواه عن النَّبيُّ مُحمَّد: قلت: يا رسول الله؛ كم الأنبياء؟ قال: مائة ألف وعشرون ألفا. قلت: يا رسول الله؛ كم الرسل من ذلك؟ قال: ثلاث مائة وثلاثة عشر، جما غفيرًا. قال: قلت: يا رسول الله؛ من كان أولهم؟ قال: آدم. قلت: يا رسول الله؛ أنبي مرسل؟ قال: نعم، خلقه الله بيده، ونفخ فيه من روحه، وكلمه قبلا. ثم قال: يا أبا ذر؛ أربعة سريانيون: آدم، وشيث، وأخنوخ -وهو إدريس، وهو أول من خط بالقلم- ونوح. وأربعة من العرب: هود، وشعيب، وصالح، ونبيك محمد صلى الله عليه وسلم. انتهى، حيث أن اللُّغة التي تحدث بها آدم هي اللُّغة السَّريانيَّة وفق الأحاديث النبويَّة.[4]
3. أن اللُّغة العربيَّة هي لُغة آدم كون أن لُغة أهل الجنَّة هي العربيَّة وهي روايةً يعتقد بها الشيعة ويُشكك بذلك أهل السنة والجماعة لعدم وجود دليلٍ قوي.[5][6]

## في اليهودية والمسيحية

### الفترة الآبائية
يعالج أوغسطين هذه القضية في كتابه مدينة الله. على الرغم من أن ذلك ليس واضحًا، إلا أن المعنى الضمني لوجود لغة بشرية واحدة فقط قبل انهيار برج بابل هو تلك اللغة، التي احتفظ بها عابر وابنه فالج، والتي تم التعرف عليها باعتبارها اللغة التي انتقلت إلى إبراهيم وأبناءه. النسل، هي اللغة التي كان سيستخدمها آدم.

### العصور الوسطى
يقول التفسير اليهودي التقليدي مثل المدراش أن آدم تكلم اللغة العبريَّة لأن الأسماء التي أطلقها على حواء – إيشا، وحافا – لها معنى فقط في العبرية. وعلى النقيض من ذلك، افترض إبراهيم أبو العافية في القرن الثالث عشر أن اللغة المستخدمة في الجنة كانت مختلفة عن اللغة العبرية، ورفض الادعاء السائد في ذلك الوقت أيضًا بين المؤلفين المسيحيين، بأن الطفل الذي يُترك دون التعرض للتحفيز اللغوي سيبدأ تلقائيًا في التحدث باللغة العبرية. بينما اعتبر كل من العرب المسلمين والمسيحيين، مثل سليمان الغزي، أن اللغة السريانية هي اللغة التي يتحدث بها آدم وحواء.
ويشير أومبرتو إيكو (1993) إلى أن سفر التكوين غامض بشأن ما إذا كانت لغة آدم قد حفظها نسل آدم حتى بلبلة الألسنة، أو إذا كانت بدأت تتطور بشكل طبيعي حتى قبل بابل.
يتناول دانتي أليغييري هذا الموضوع في كتابه دي فولغاري إيلوكينشيا (1302–1305). ويجادل بأن اللغة الآدمية هي من أصل إلهي وبالتالي غير قابلة للتغيير. ويشير أيضًا إلى أنه وفقًا لسفر التكوين، فإن فعل الكلام الأول يرجع إلى حواء، مخاطبةً الحية، وليس لآدم.

### العصر الحديث

##### حركة قديسي الأيام الأخيرة
أعلن جوزيف سميث، مؤسس حركة قديسي اليوم الأخير ونبي لدى المورمون، في مراجعته للكتاب المقدس، أن اللغة الآدمية كانت "نقية وغير مدنسة". ويعتقد بعض قديسي الأيام الأخيرة أنها لغة الخالق. وأن التكلم بألسنة مُتعددة كان أمرًا شائعًا في السنوات الأولى للحركة، وكان من الشائع أن اللغة غير المفهومة التي تم التحدث بها خلال هذه الأحداث كانت لغة آدم. ومع ذلك، يبدو أن هذا الاعتقاد لم يتم تبنيه رسميًا أو رسميًا.

#### اللغات الجويديلية
كتب نيكولاس وولف أن المتحدثين والمنشورات باللغة الأيرلندية في القرن التاسع عشر سيزعمون أن اللغة الأيرلندية (أو بعض اللغات الجودلِكيَّة) هي لغة ذات أولوية كتابية مماثلة للغة العبرية، مع ادعاء البعض أنها لغة آدم.